# Hiddestorf (Blender)
Hiddestorf ist ein Ortsteil der Gemeinde Blender in der niedersächsischen Samtgemeinde Thedinghausen im Landkreis Verden. Der Ort liegt 1 km nordwestlich vom Kernort Blender. Am östlichen Ortsrand fließt die Blender Emte, ein linksseitiger Nebenfluss der Weser. Am nördlichen Ortsrand verläuft die Landesstraße L 203.

## Geschichte
Die erste urkundliche Erwähnung Hiddestorfs geht auf das Jahr 1179 zurück.